# Tura-Papyri

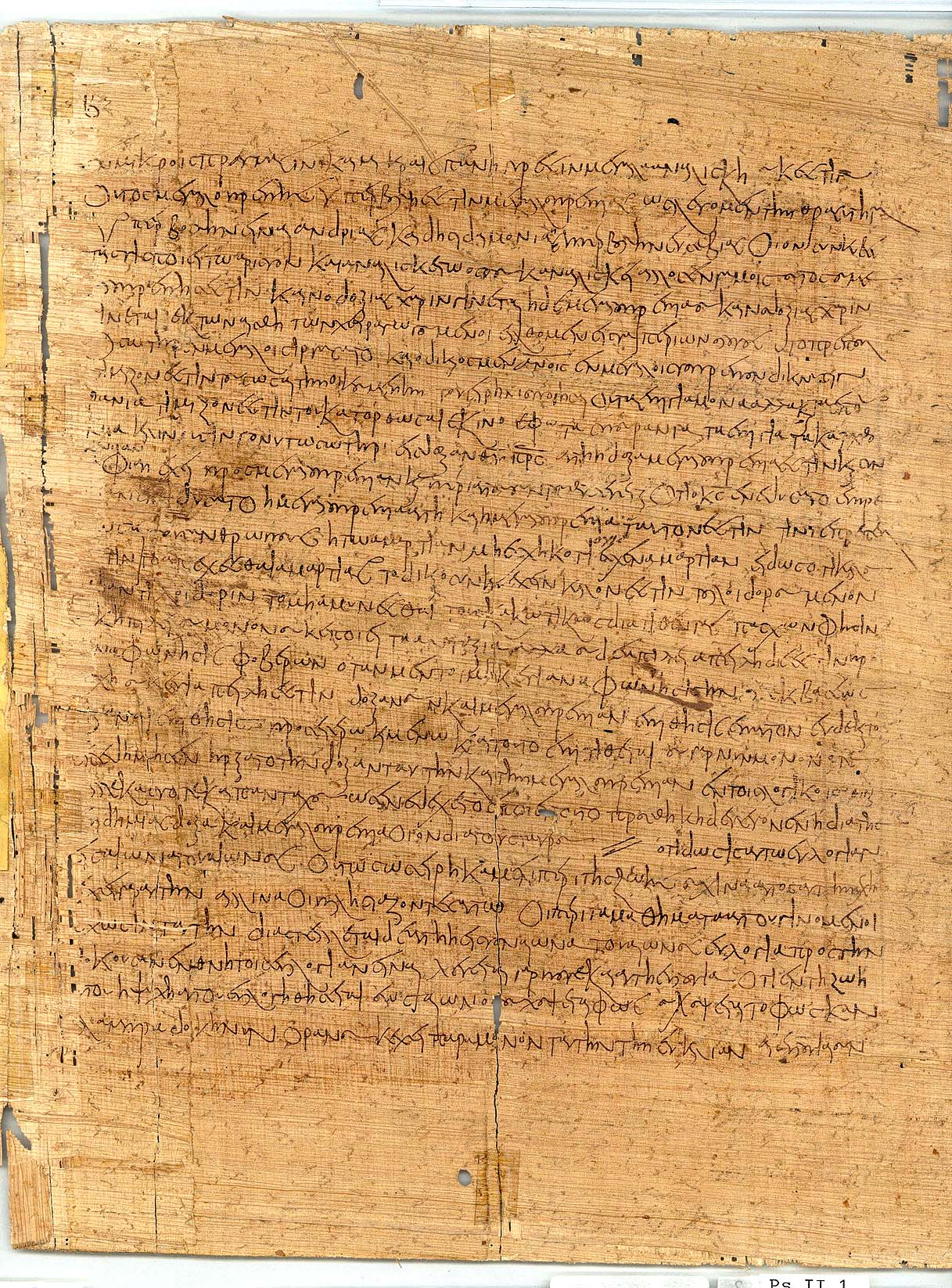
Erstes Blatt des Psalmen-Kommentars Didymus’ des Blinden (P. Köln Theol. 54, S. 17)

Die Tura-Papyri sind eine Gruppe spätantiker christlicher Papyri in koine-griechischer Sprache, die 1941 in einem Steinbruch bei Tura, etwa zehn Kilometer südlich von Kairo, entdeckt wurden. Es handelt sich um acht Codices, die im 6./7. Jahrhundert geschrieben, ohne ihre Einbände in einem Stollen deponiert und dort der Verwitterung preisgegeben wurden. Sie sind die ältesten und teilweise auch die einzigen Textzeugen von Schriften des christlichen Philosophen und Bibelkommentators Origenes († 253/254) und von Schriften Didymus des Blinden († um 398), der die meisten biblischen Bücher im Stil des Origenes kommentierte. Origenes und Didymus legten stets die griechische Übersetzung des Alten Testaments (Septuaginta) aus, nicht den hebräischen Text. Origenes und Didymus waren auf dem Zweiten Konzil von Konstantinopel (553) als Häretiker gebrandmarkt worden.
Es gibt vergleichsweise verlässliche Informationen über die Fundumstände der Tura-Papyri. Das ist bei vielen anderen ägyptischen Papyri nicht der Fall.

## Fundumstände

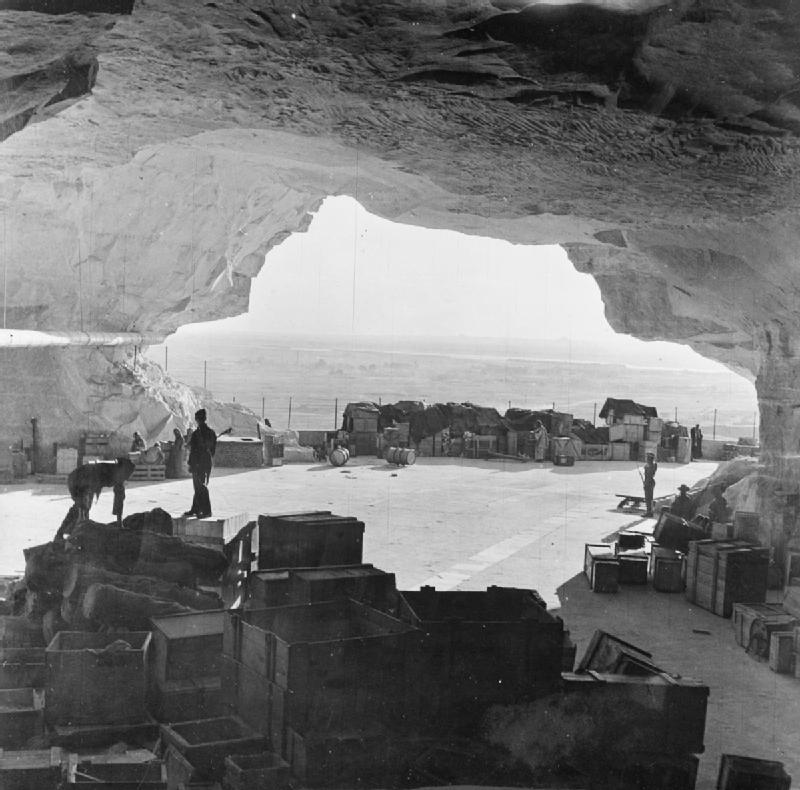
Von der Royal Air Force 1944–1945 genutzter Steinbruch bei Tura

Im Jahr 1941 gestattete die Regierung des Königreichs Ägypten den britischen Streitkräften, pharaonenzeitliche Galeriesteinbrüche bei Tura als Munitionslager zu nutzen. Die ägyptische Antikenverwaltung stimmte dem zu. Lokale Subunternehmer erhielten den Auftrag, den Schutt auszuräumen, den Boden einzuebnen und die Wände zu stabilisieren, bevor die Anlagen vom Militär übernommen wurden.
Jahrhundertelang, bis in die Ptolemäerzeit, war im Gebirgsareal gegenüber von Memphis Baumaterial gewonnen worden, indem man vom Plateau und von den Wadis aus Schächte und Stollen in den Berg trieb, um an die tieferen Lagen des Kalksteins heranzukommen, die eine hohe Qualität hatten. Im Lauf der Zeit entstanden so teils untereinander verbundene Höhlen- und Gangsysteme unterschiedlicher Größe, die bis zu 100 Meter in den Berg hineinführten. Die Klosterruine Deir al-Qusayr, ein einstiges griechisch-melkitisches Antonioskloster, befindet sich auf dem Plateau eines solchen von Wadis durchfurchten Kalksteinmassivs; dieses Kloster war in Spätantike und Mittelalter Zentrum einer ausgedehnten Einsiedlerkolonie. Die christlichen Mönche nutzten einige der vom Steinabbau zurückgebliebenen Höhlen als Wohnstätten.
Im Sommer 1941 entdeckten Arbeiter in einem Steinbruch bei Tura unterhalb dieser Klosterruine ein Depot von Papyruscodices und losen Lagen. Die Fundhöhle hatte eine hohe Vorhalle, von der aus drei schmale Eingänge in langgezogene Stollen führten. An der Längswand eines dieser Stollen, etwa 20 bis 25 Meter hinter dem Eingang, wurden die Papyri gefunden. Die langsame Desintegration der Stollendecke hatte im Lauf der Jahrhunderte dazu geführt, dass sich an den Seitenwänden bankartige, etwa einen Meter hohe Ablagerungen von Schutt und Staub gebildet hatten. Beim Abtragen dieses Materials kamen die Papyri etwa auf Bodenniveau zum Vorschein; sie waren an der Wand aufgestapelt, aber nicht gegen Zerfall geschützt worden. Da es am Fundort dunkel war, hatte man die Manuskripte hier wohl nicht gelesen, sondern versteckt. Belege für die Anwesenheit von Eremiten in der Höhle gab es nicht, bzw. die Arbeiter achteten beim Ausräumen des Schutts nicht darauf. Ein bei der Auffindung anwesender Arbeiter sagte später aus, man habe den ägyptischen Aufseher (raïs) informiert, der den europäischen Vorarbeiter in Kenntnis setzte, der wiederum die Polizei kontaktierte. Die Polizei sei erschienen und habe alle Funde konfisziert. Dies scheint aber eine Schutzbehauptung gewesen zu sein. Die Funde gelangten offensichtlich in den Antikenhandel. Für unglaubhaft erklärte Octave Guéraud die bald umlaufenden Geschichten, dass unwissende Arbeiter einige Papyri als Brennmaterial zum Kaffeekochen genutzt hätten: Dass Papyri auf dem Antikenmarkt einen guten Preis erzielten, wusste in der Bevölkerung praktisch jeder, zumal im Umland von Kairo.
Am 10. August 1941 wurde dem Ägyptischen Museum Kairo ein Papyrus-Fragment bekannt, das angeblich aus einem Neufund stammte. Einen Tag später erschien der für die Region Tura zuständige Inspektor der Altertümerbehörde mit einem kleinen Koffer voller Papyri im Kairoer Museum, die bei einer Polizeiaktion sichergestellt worden waren. Der ägyptische Geheimdienst stellte weitere Papyri sicher. Da man vermutete, dass weitere Geheimdienst- und Polizeiaktionen nicht effektiv sein würden, beauftragte König Faruk den bekannten Antiquitätenhändler M. Nahman, so viele aus dem Depot in Tura stammende Papyri wie möglich für das Ägyptische Museum zu erwerben. Die Preise stiegen schnell, und nachdem das Museum sein Hauptinteresse, den Erwerb von Papyri mit Origenes-Texten, befriedigt hatte, verlor Nahman seine Sonderstellung. Die noch auf dem Markt befindlichen Papyri verschwanden spätestens zu diesem Zeitpunkt in den Depots anonymer Privatsammler; ein Teil davon gelangte später in öffentliche Sammlungen. Tura-Papyri befinden sich in Australien, Südafrika, Deutschland, Spanien, der Schweiz, Italien, Großbritannien und den Vereinigten Staaten. Im Jahr 1952 schenkte ein Privatmann 196 Blätter dem Ägyptischen Museum. Im Jahr 1968 stellte Ludwig Koenen fest, dass der Verbleib von 1808 Seiten geklärt sei, weitere 208 Seiten seien verschollen. Im Sommer 1982 erhielt die Brigham Young University in Provo zehn Blätter der Tura-Papyri: Einer der amerikanischen Ingenieure, die 1941 in Tura eingesetzt waren, hatte nämlich eine komplette Lage aus Codex V erworben und sie seinem Schwager in Neuengland geschickt. Der Empfänger legte die Blätter in ein Buch ein, das er auf dem Dachboden verstaute. Beim Ausräumen des Dachbodens wurden sie 30 Jahre später gefunden.

## Beschreibung

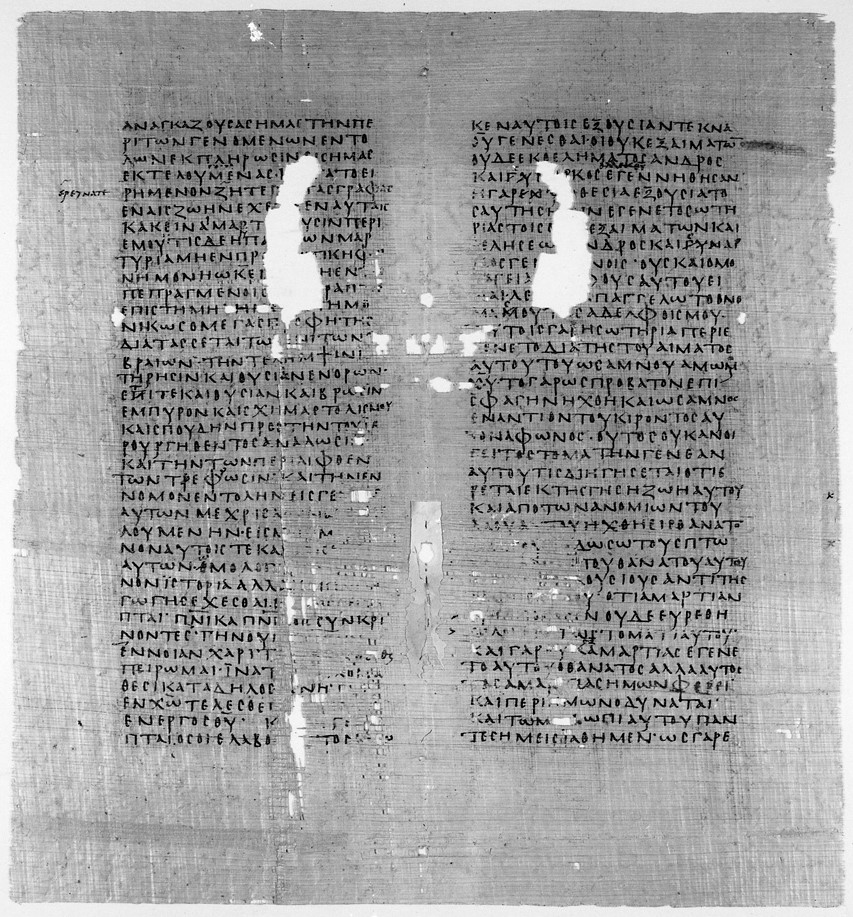
Ein Doppelblatt aus Codex I der Tura-Papyri, dem einzigen Textzeugen von Origenes’ Schrift „Über das Pascha“ (Ägyptisches Museum Kairo, JE 88746)

Alle identifizierten Texte wurden entweder Origenes († 253/254) oder Didymus dem Blinden († um 398) zugeordnet, zwei frühchristlichen Bibelkommentatoren, die auf dem Zweiten Konzil von Konstantinopel (553) als Häretiker verurteilt wurden. Hubertus Drobner schreibt: Nach dem Traktat Justinians gegen Origenes (543) „konfiszierte und vernichtete die kaiserliche Polizei alle origenischen Schriften, deren sie habhaft werden konnte, worauf die heutige so lückenhafte Quellenlage zurückgeht.“ Didymus war ein zu Lebzeiten einflussreicher theologischer Lehrer, der fast alle biblischen Bücher in der Tradition des Origenes kommentierte; infolge seiner Verurteilung war von seinem Werk bis zu den Tura-Funden nur ein von Hieronymus übersetzter Traktat über den Heiligen Geist und einige Fragmente in Katenen bekannt.
Die Tura-Papyri werden ins 6./7. Jahrhundert datiert. Sie stammen aus Codices, deren Lagen im Regelfall vier Bögen (= 8 Blätter = 16 Seiten) umfassten. Ihre Einbände waren buchbinderisch professionell abgelöst worden. Der Erhaltungszustand ist sehr unterschiedlich. Einige Lagen waren flach übereinander gestapelt und sind sehr gut erhalten. Andere waren zusammengerollt und teilweise verschnürt. Die Lagen des Kohelet-Kommentars des Didymus waren in der Antike zusammengerollt, plattgedrückt und mit einem scharfen Instrument in der Mitte durchgeschnitten worden. Einige Lagen dieses Kommentars hatten einen Wasserschaden erlitten; die Tinte war zerlaufen, die Blätter miteinander verklebt – sei es durch einen unsachgemäßen, nach 1941 unternommenen Versuch, die Rolle anzufeuchten und dann auseinanderzuwickeln, sei es durch eine in der Spätantike ansatzweise erfolgte Weiterverarbeitung des Materials zu Kartonage, vielleicht für Buchdeckel.
Stand 1995 umfasst der Tura-Fund 913 zu Codices gehörige Folia, einen Rotulus und ein weiteres Einzelblatt. Die meisten Blätter sind vollständig oder leicht beschädigt, einige wenige fragmentiert. Davon befinden sich 604 Folia im Ägyptischen Museum Kairo, das alle 93 Folia mit Origenes-Texten besitzt. Die Folia mit Texten Didymus’ des Blinden befinden sich außer in Kairo im Institut für Altertumskunde der Universität Köln (117 Folia), in der Bibliotheca Bodmeriana in Cologny (25 Folia) und in der British Library (7 Folia). Zwei Blatthälften besitzt das Institut für Papyrologie der Università Statale in Mailand; die jeweils anderen Hälften befinden sich in Köln.158 Blätter befinden sich im Besitz von anonym bleibenden Privatsammlern. Mindestens 92 Blätter fehlen, wobei unsicher ist, ob sie bereits bei Deponierung in der Spätantike fehlten oder ob sie heute im Besitz von unbekannten Privatsammlern sind (was wahrscheinlicher ist).
Die Blätter lassen sich folgendermaßen acht Codices zuordnen:
- Codex I (82 Seiten, Blattformat 32 × 14,4 cm): Origenes, Über das Pascha. Origenes, Gespräch mit Herakleides. Die professionell aus dem Codex herausgelösten Lagen waren zu einer Rolle zusammengewickelt worden, die mit einem Papyrusband verschnürt worden war.[16]
- Codex II (96 Seiten, davon vier verloren, 27,5 × 18,2 cm):  Origenes, Exzerpte einer Homilie über 1. Sam. 28,3–25. Origenes, Exzerpte aus den Büchern V und VI des Kommentars über den Römerbrief. Origenes, Exzerpte aus Buch I und II der Apologie gegen Celsus. Die Bögen (Bifolia) weisen Klebungen (Kolleseis) auf, was zeigt, dass sie von einer vorgefertigten Rolle abgeschnitten wurden. Die Qualität des Materials war mäßig, denn schon bevor die Seiten beschrieben wurden, hatten sie Löcher und abgespaltene Fasern.[17]
- Codex III (280 Seiten, davon 98 verloren, 28 × 23,5–24 cm): Didymus der Blinde, Kommentar zu Kohelet (Ekklesiastes) 1,1–2,14; 3,1–4,12; 5,8–6,6.11–12; 7,1–8,8; 9,8–10,20; 11,1–12,6. Palimpseste; die untere Schrift ist nicht mehr lesbar. Auf vielen Blättern ist die Tinte infolge eines Wasserschadens so zerlaufen, dass der Text nur noch unter UV-Licht lesbar ist.[18]
- Codex IV (238 Seiten, davon 22 verloren, 26–27 × 22–23 cm): Didymus der Blinde, Kommentar zu Genesis 1,1–17,6. Die Qualität des Papyrusmaterials ist mäßig. Bereits vor dem Beschreiben wiesen die Seiten schwarze Verfärbungen und Löcher infolge von Insektenfraß auf. Schriftspuren deuten darauf hin, dass es sich um abgewaschene und wiederverwendete Blätter handelt.[19]
- Codex V (298 Seiten, davon 52 verloren, 27 × 24,5 cm): Didymus der Blinde, Kommentar zu Psalm 20,1–31,3b; 32,14a–35,13b; 36,9a–36,12b; 36,21–24b; 36,28–44,4a.
- Codex VI (410 Seiten, davon 8 verloren, 27 × 23 cm): Didymus der Blinde, Kommentar zu Sacharja (Zacharias) 1,1–14,21. Es handelt sich trotz der hohen Seitenzahl um nur einen palimpsestierten Codex; die unterliegende Schrift wurde gründlich abgewaschen und ist nicht mehr lesbar. Da die Papyrusblätter etwas stabiler und dicker sind, ist der Erhaltungszustand gleichwohl gut.[20]
- Codex VII (388 Seiten, davon 24 verloren, 33 × 15,5 cm): Didymus der Blinde, Kommentar zu Hiob (Job) 1,1–6,29; 7,20–8,21; 9,10–15,22; 15,26–16,2. Palimpseste, die untere Schrift ist nicht mehr lesbar. Einige Seiten waren bereits vor ihrer Beschriftung mit dem Text des Didymus schadhaft.[21]
- Codex VIII (12 Seiten, 28,5 × 22 cm): Didymus der Blinde (?), aus dem Kommentar über das Johannesevangelium, Auslegung von Joh. 6,3–33. Origenes (?), Teil einer Homilie über die Stufenpsalmen. Dass diese beiden Texte entweder von Didymus oder von Origenes stammen, erscheint im Blick auf den gesamten Depotfund als sicher. Da der Auslegungsstil der beiden frühchristlichen Exegeten ähnlich ist („alexandrinische“ Schule), bleibt die Zuweisung der beiden Werke an einen von ihnen allerdings unsicher.

Es ist Konsens, dass die Codices aus der Bibliothek des nahegelegenen Antoniosklosters stammten. Oft wird die Deponierung im Kontext der Verurteilung von Origenes und Didymus auf dem Konzil von 553 gesehen. Es ist aber auch möglich, dass die geräumige und helle Vorhalle der Fundhöhle als klösterliche Buchbinderwerkstatt diente und der Stollen, in dem die Papyri an der Wand aufgestapelt waren, das zugehörige Materiallager war.

## Bedeutung
Durch den Tura-Fund verfünffachte sich die Zahl damals bekannter Papyri mit Kirchenväter-Texten; Stand 1995 sind 1314 Blätter mit Kirchenväter-Texten bekannt; die Tura-Papyri machen etwa 70 Prozent davon aus. Vom umfangreichen Werk Didymus’ des Blinden war bis 1941 kaum etwas bekannt; die Tura-Papyri ermöglichen nun ein differenziertes Bild seiner Bibelauslegung. Von Origenes, dessen Werk großteils nicht im griechischen Original, sondern in lateinischer Übersetzung erhalten ist, kamen durch den Tura-Fund nun weitere griechische Schriften ans Licht, davon zwei bis dahin unbekannte: Über das Pascha und Gespräch mit Herakleides.

## Texteditionen (Auswahl)

### Origenes
- Über das Pascha: Bernd Witte: Die Schrift des Origenes „Über das Passa“: Textausgabe und Kommentar (= Arbeiten zum spätantiken und koptischen Ägypten, Band 4). Oros, Altenberge 1993. (Digitalisat)
- Gespräch mit Herakleides: Entretien d’Origène avec Héraclide. Introduction, texte, traduction et notes par Jean Scherer (= Sources chrétiennes, Band 67). Zweite Auflage. Éditions du cerf, Paris 2002.
- Homilie über 1. Sam. 28,3–25: Die Homilien zum Ersten Buch Samuel, hrsg. von Alfons Fürst (= Origenes Werke mit deutscher Übersetzung, Band 7). De Gruyter, Berlin / Boston 2014
- Kommentar über den Römerbrief: Commentarii in epistulam ad Romanos: Lateinischer Text, griechische Fragmente und deutsche Übersetzung. 6 Teilbände, hrsg. von Theresia Heither (= Fontes Christiani, Band 2). Herder, Freiburg / Basel / Wien 1990–1996.
- Apologie gegen Celsus: Contra Celsum. Griechischer Text und deutsche Übersetzung. 5 Teilbände, hrsg. von Michael Fiedrowicz, übers. von Claudia Barthold (= Fontes Christiani, Band 50). Herder, Freiburg / Basel / Wien 2011–2012.

### Didymus der Blinde
- Kommentar zu Kohelet (Ekklesiastes):
  - Kommentar zu Kap. 1,1–2,14 hrsg. übers. erl. von Gerhard Binder und Leo Liesenborghs (= Papyrologische Texte und Abhandlungen, Band 25). Habelt, Bonn 1979.
  - Kommentar zu Kap. 3–4,12 hrsg. übers. erl. von Michael Gronewald (= Papyrologische Texte und Abhandlungen, Band 22). Habelt, Bonn 1977.
  - Kommentar zu Kap. 5–6 hrsg. übers. erl. von Johannes Kramer (= Papyrologische Texte und Abhandlungen, Band 13). Habelt, Bonn 1970.
  - Kommentar zu Kap. 7–8,8 hrsg. übers. erl. von Johannes Kramer und Bärbel Krebber (= Papyrologische Texte und Abhandlungen, Band 16). Habelt, Bonn 1972.
  - Kommentar zu Kap. 9,8–10,20 hrsg. übers. erl. von Michael Gronewald (= Papyrologische Texte und Abhandlungen, Band 24). Habelt, Bonn 1979.
- Kommentar zum Buch Genesis: Sur la Genèse. Texte inédit d’après un papyrus de Toura / Didyme l’Aveugle. Introduction, texte critique, traduction et notes par Pierre Nautin et Louis Doutreleau. Zwei Bände (= Sources chrétiennes, Band 233 und 244). Éditions du cerf, Paris 1977–1978.
- Kommentar zu den Psalmen:
  - Kommentar zu Psalm 20–21 hrsg. übers. erl. von Louis Doutreleau (= Papyrologische Texte und Abhandlungen, Band 7). Habelt, Bonn 1969.
  - Kommentar zu Psalm 22–26,10 hrsg. übers. erl. von Michael Gronewald (= Papyrologische Texte und Abhandlungen, Band 74). Habelt, Bonn 1968.
  - Kommentar zu Psalm 29–34 hrsg. übers. erl. von Michael Gronewald (= Papyrologische Texte und Abhandlungen, Band 8). Habelt, Bonn 1969.
  - Kommentar zu Psalm 35–39 hrsg. übers. erl. von Michael Gronewald (= Papyrologische Texte und Abhandlungen, Band 6). Habelt, Bonn 1969.
  - Kommentar zu Psalm 40–44,4 hrsg. übers. erl. von Michael Gronewald (= Papyrologische Texte und Abhandlungen, Band 12). Habelt, Bonn 1970.
- Kommentar zu Sacharja (Zacharias): Sur Zacharie. Texte inédit d’après un papyrus de Toura / Didyme l’Aveugle. Introduction, texte critique, traduction et notes de Louis Doutreleau. Drei Bände (= Sources chrétiennes, Band 83–85). Éditions du cerf, Paris 1960.
- Kommentar zum Buch Hiob (Job):
  - Kommentar zu Kap. 1–4 hrsg. übers. erl. von Albert Henrichs (= Papyrologische Texte und Abhandlungen, Band 1). Habelt, Bonn 1968.
  - Kommentar zu Kap. 5,1–6,29 hrsg. übers. erl. von Albert Henrichs (= Papyrologische Texte und Abhandlungen, Band 2). Habelt, Bonn 1968.
  - Kommentar zu Kap. Kap. 7, 20c–11 hrsg. übers. erl. von Ursula Hagedorn (= Papyrologische Texte und Abhandlungen, Band 3). Habelt, Bonn 1968.

### Nicht sicher zuzuweisen
- Bärbel Kramer: Eine Psalmenhomilie aus dem Tura-Fund. In: Zeitschrift für Papyrologie und Epigraphik, Band 16 (1975), S. 164–213.